# Myśl Filozoficzna
Myśl Filozoficzna – główne polskie pismo filozoficzno–socjologiczne okresu stalinowskiego wydawane w latach 1951–1957, dwumiesięcznik. Zastąpiło zlikwidowane „Przegląd Filozoficzny” i „Kwartalnik Filozoficzny”, przejęło też filozoficzną część publikacji „Myśli Współczesnej”.